# خلویه (معسکر)
خلویه (به عربی: خلویة) یک شهرداری در الجزایر است که در استان معسکر واقع شده‌است. خلویه ۴٬۹۸۴ نفر جمعیت دارد.